# Paroxychara
Paroxychara är ett släkte av insekter. Paroxychara ingår i familjen sköldstritar.
Kladogram enligt Catalogue of Life:
| Paroxychara | \| \| Paroxychara capeneri \| \| \| \| \| \| Paroxychara phrixus \| \| \| \| |
|             | \| \| Paroxychara capeneri \| \| \| \| \| \| Paroxychara phrixus \| \| \| \| |
|             | Paroxychara capeneri                                                         |
|             |                                                                              |
|             | Paroxychara phrixus                                                          |
|             |                                                                              |